# Cosmotronic
Cosmotronic è il terzo album in studio del musicista e cantautore italiano Cosmo, pubblicato il 12 gennaio 2018.
Il 19 aprile 2019 viene pubblicata un'edizione remix dell'album dal titolo Cosmotronic Remixed, contenente undici brani tratti da Cosmotronic remixati da DJ come Underspreche, Enea Pascal, Splendore e altri.

## Tracce
Testi e musiche di Marco Jacopo Bianchi.
1. Bentornato – 5:17
2. Turbo – 4:01
3. Sei la mia città – 3:44
4. Tutto bene – 4:32
5. Tristan Zarra – 5:39
6. L'amore – 5:04
7. Animali – 4:26
8. Quando ho incontrato te – 4:02
9. Ho vinto – 4:47
10. Ivrea Bangkok – 6:18
11. Attraverso lo specchio – 4:37
12. Barbara – 4:45
13. La notte farà il resto – 4:32
14. 5 antimeridiane – 4:57
15. Tu non sei tu – 6:53